# Belluire
Belluire là một xã trong tỉnh Charente-Maritime Charente-Maritime trong vùng Nouvelle-Aquitaine, tây nam nước Pháp. Xã Belluire nằm ở khu vực có độ cao từ 14-42 mét trên mực nước biển.
Sông Seugne tạo thành phần lớn biên giới phía đông thị trấn.